# Суперсайт
Суперсайт (суперборд) — это крупноформатная конструкция наружной рекламы с внешней подсветкой. Расположение на высокой опоре помогает выделять рекламируемый товар, а также позволяет видеть рекламное изображение с большого расстояния.
Наиболее распространённые размеры рекламной поверхности суперсайтов (ш*в): 15*5 м, 12*3 м, 12*4 м.
По причине огромного размера суперсайты чаще всего располагаются вне исторических зон городов, на крупных автомагистралях и за пределами города.
Иногда для дополнительного эффекта на суперсайтах используется система Trivision (трёхмерные объекты, внедрённые в рекламный щит).